# トドル・アレクシエフ
トドル・ニコラーエフ・アレクシエフ（ブルガリア語: Тодор Николаев Алексиев, 1983年4月21日 - ）は、ブルガリアの男子バレーボール選手。プロヴディフ出身。元ブルガリア代表。

## 来歴
2006年に代表入りを果たすと同年の2006年バレーボール世界選手権に出場し三大大会デビューを果たす。主にレシーバー扱い又はプラメン・コンスタンティノフやマテイ・カジースキの控えとして出場。ワールドリーグなどで経験を積み、2007年ワールドカップバレーボール、北京オリンピック出場を果たす。
2009年にマテイ・カジースキの対角としてスタメンを獲得。2010年バレーボール男子世界選手権などに出場。ロンドンオリンピックの前哨戦ともいえた2012年バレーボール・ワールドリーグではベストスコアラー、ベストレシーバーのW受賞でチームの4位に貢献
。五輪でもベストスコアラー6位、ベストスパイカー2位と奮闘。
2013年以降は代表のキャプテンも務める。

## 球歴
- オリンピック - 2008年（5位）、2012年（4位）
- 世界選手権 - 2006年（銅メダル）、2010年  (7位)   、 2014年  (13位)
- ワールドカップ - 2007年（3位）
- 欧州選手権 - 2009年（3位）

## 所属クラブ
- VCレフスキ・ソフィア （2004-2006年）
- ウラル・ウファ （2006-2007年）
- バレー・コリリアーノ （2007-2008年）
- ハルクバンク・アンカラ （2008-2009年）
- ロコモティフ・イズムルート （2009-2010年）
- イスタンブールBB （2010-2011年）
- ガベカ・モンツァ （2011年）
- ガスプロム・ユグラ・スルグト （2011-2015年）
- UPCN VC（2015-2016年）
- Bolívar Voley（2016-2017年）
- Olympiacos（2017-2018年）
- Sporting CP（2018-2019年）
- Hebar Pazardzhik（2019-2023年）